# Cratere Bazas
Bazas  è un cratere sulla superficie di Marte.